# Sadao Araki
El barón  Sadao Araki  (荒木 貞夫 Araki Sadao?,  Komae, Tokio, 26 de mayo de 1877 – Totsukawa, Nara, 2 de noviembre de 1966) fue un general del Ejército Imperial Japonés. Fue el líder del Kodoha (Facción del Camino Imperial), la facción más ultranacionalista y militarista de las dos que se enfrentaron en el seno del Ejército en la década de 1930.
Fue ministro de la Guerra durante los gobiernos de Tsuyoshi Inukai y de Makoto Saito (1931-1934). Tras el incidente del 26 de febrero de 1936 fue obligado a pasar a la reserva. Poco después fue Ministro de Educación con los primeros ministros Fumimaro Konoe y Kiichiro Hiranuma (1937-1939), promulgando durante su mandato los ultranacionalistas y militaristas Fundamentos del Régimen Nacional, que regirían el sistema educativo japonés. Después de la Segunda Guerra Mundial fue condenado a cadena perpetua por el Tribunal de Tokio, pero fue puesto en libertad condicional en 1955.

## Biografía

### Carrera militar
Araki nació en Komae en 1877. Su padre había sido un antiguo criado samurái de una de las ramas familiares del clan Tokugawa. Araki se graduó en la Academia del Ejército Imperial Japonés en noviembre de 1897, y en junio del año siguiente fue ascendido a Teniente segundo. Promovido al rango de teniente en noviembre de 1900 y a capitán en junio de 1904, Araki sirvió como comandante de batallón en el 1.er Regimiento Imperial durante la Guerra ruso-japonesa. A diferencia de otros de sus compañeros en el Ejército, Araki era de aquellos oficiales militares que había ascendido hasta su posición desde una posición social muy baja.
Después de estar destinado durante un tiempo como agregado militar en San Petersburgo, en 1915 fue nombrado comandante del Ejército de Kwantung. Tras el final de la Primera Guerra Mundial, Araki sirvió como oficial de Estado Mayor en el cuartel general del Ejército expedicionario japonés, en la ciudad rusa de Vladivostok, durante la intervención aliada en Siberia. Araki llevó a cabo numerosas operaciones secretas tras las líneas enemigas en el Extremo Oriente ruso.
En 1931 fue nombrado Ministro de la guerra en el gobierno encabezado por el Primer ministro Inukai Tsuyoshi. El nuevo ministro de la guerra era uno de los militares más admirados entre los jóvenes oficiales radicales, especialmente por su carácter agresivo y partidario del expansionismo japonés.

### El Kodoha y el Incidente del 26 de febrero
Durante su etapa como ministro de guerra, Araki apoyó sin dilaciones a Shirō Ishii y su proyecto de investigaciones a través del Escuadrón 731.
Como todos los militares miembros de la Facción del Camino Imperial (Kodoha), Araki creía en la supremacía de los soldados japoneses, impregnados del «poder espiritual», del espíritu Yamato, y rechazaba los principios liberales —de ahí que participara activamente en la campaña contra el constitucionalista Tatsukichi Minobe—. Asimismo defendía la violencia para derribar el orden establecido, a diferencia de Toseiha (Facción de Control), la otra facción ultranacionalista y militarista del Ejército, aunque algo más moderada. El enfrentamiento entre las dos facciones se produjo a mediados de 1935 cuando el general Jinzaburo Mazaki, el otro líder de Kodoha, fue destituido como inspector general de Adiestramiento Militar, el tercer cargo en importancia en el Ejército imperial, después del ministro de la Guerra y el jefe del Alto Estado Mayor. La reacción inmediata de Kodoha fue el asesinato del Jefe de Asuntos Militares del Ministerio de la Guerra, el general Tetsuzan Nagata, uno de los miembros más destacados de Tosehija, y al que se culpaba de la destitución de Mazaki. 
Pero la represalia no quedó ahí, sino que los oficiales de Kodoha llevaron a cabo un golpe de Estado militar conocido como el incidente del 26 de febrero de 1936, durante el cual fueron asesinados tres importantes líderes políticos y militares: el antiguo primer ministro Makoto Saito, el ministro de Hacienda Korekiyo Takahashi y el general Jotaro Watanabe, que había sustituido a Mazaki en el cargo de inspector general del Adiestramiento Militar. También murió el cuñado del primer ministro Keisuke Okada porque los asesinos lo confundieron con él, y así logró salvar la vida. Por su parte, el gran chambelán imperial Kantaro Suzuki recibió tres disparos pero logró sobrevivir. Finalmente el golpe de Estado fracasó y sus líderes fueron condenados a muerte y ejecutados —algunos se suicidaron—. Al igual que el general Mazaki, el general Araki no intervino en la rebelión, pero pidió que no fuera reprimida, por lo que fue pasado a la reserva, y se cambió la ley para que no pudiera ser nombrado nunca ministro de la Guerra, ya que se estableció que solo los militares en activo podrían ocupar el cargo.

### Últimos años

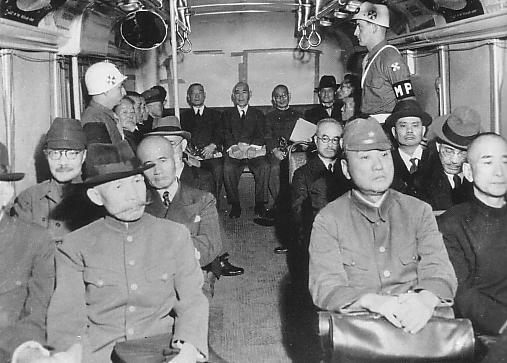
Sadao Araki junto a otros prisioneros de clase A.

Después de la Segunda Guerra Mundial, el barón Araki fue arrestado por las autoridades estadounidenses de ocupación y llevado ante el Tribunal Penal Militar Internacional para el Lejano Oriente, donde fue juzgado por crímenes de clase A. Fue condenado a cadena perpetua por conspirar para organizar una guerra de agresión, aunque en 1955 sería liberado de la prisión de Sugamo por razones de salud. Al igual que otros nobles japoneses, con la abolición del Kazoku en 1947 perdió su título hereditario.
Araki falleció en 1966. Su tumba se encuentra en el Cementerio Tama de Fuchū, en Tokio.

## Condecoraciones
- Orden del Tesoro Sagrado (1.ª Clase)
- Orden del Milano Dorado (2.ª Clase)
- Orden del Sol Naciente (1.ª Clase)